# 제임스 A. 가필드 암살 사건

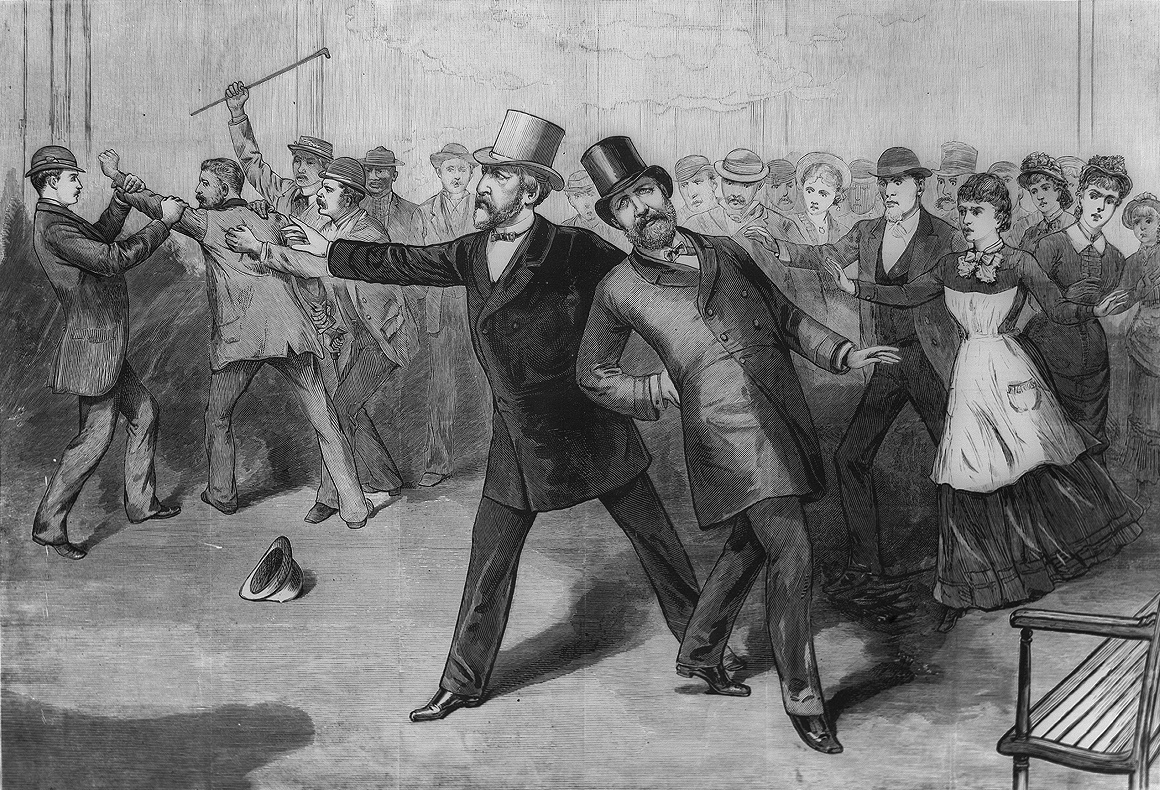

제임스 A. 가필드 암살 사건에 대한 내용이다.
미국의 제20대 대통령 제임스 A. 가필드(James A. Garfield)는 1881년 7월 2일 토요일 오전 9시 30분에 워싱턴 D.C.의 볼티모어 앤 포토맥 기차역에서 총격을 받았다. 그는 뉴저지주 엘베론에서 두 달 만에 사망했다. 총격 사건은 대통령 임기 4개월도 채 안 되어 발생했다. 찰스 기토는 가필드를 살해한 혐의로 유죄판결을 받았으며, 총격 사건이 발생한 지 1년 후에 교수형에 처해졌다.

## 같이 보기
- 존 F. 케네디 암살 사건